# Epigynopteryx pyrographa
Epigynopteryx pyrographa là một loài bướm đêm trong họ Geometridae.